# Cindy Moreau
Pour les articles homonymes, voir Moreau.
Cindy Moreau, née le 11 octobre 1983 à Angers, est une kayakiste handisport française, licenciée au CKCA , spécialisée dans le sprint.
Elle est médaillée de bronze sur le 200 mètres KL3 (catégorie réservée aux athlètes ayant une fonction partielle des jambes) aux Jeux paralympiques d'été de 2016 à Rio de Janeiro.
Elle travaille à la Défense à Fontainebleau, mais est détachée à 90% afin de pouvoir s’entraîner et préparer les compétitions.

## Distinctions
- Chevalier de l'ordre national du Mérite le 1er décembre 2016[3]